# Wallace Watts
Pour les articles homonymes, voir Watts (homonymie).

a Compétitions nationales et continentales officielles uniquement.

b Matchs officiels uniquement.
Wallace Howard Watts, né le 25 mars 1870 à Chipping Sodbury et mort le 29 avril 1950 à Richmond, est un joueur de rugby à XV gallois. Il évolue au poste d'avant pour le pays de Galles et les clubs de Newport et des London Welsh; Wallace Watts dispute douze matchs avec l'équipe du pays de Galles. Il participe au premier tournoi britannique remporté par le pays de Galles en obtenant une triple couronne.

## Carrière de joueur
Mills joue d'abord pour le club de Maindee FC puis il le quitte en 1889 pour rejoindre un club plus prestigieux, le Newport RFC. Lors de la saison 1891-1892, il honore sa première cape internationale quand il est retenu pour disputer le tournoi britannique en 1892, intégrant le pack d'avants avec d'autres novices, Frank Mills de Swansea RFC et Arthur Boucher, un coéquipier en club. Si Watts et Boucher sont des joueurs de Newport, l'équipe du capitaine Arthur Gould, la carrière internationale des trois novices est assez liée ; Watts dispute 12 matchs avec Mills et 10 avec Boucher. Le tournoi s'avère difficile pour les Gallois avec trois défaites, une triste première pour cette nation. Et les défaites sont nettes : 17-0 (quatre essais à rien) contre l'Angleterre, 7-2 (deux essais à un) contre l'Écosse et 9-0 (trois essais à rien) contre l'Irlande.
Le Tournoi britannique 1993 est en contraste saisissant avec l'édition précédente puisque les joueurs du XV du chardon remportent pour la première fois le championnat, tout en réussissant également la triple couronne. Sous le capitanat d'Arthur Gould, Watts dispute les trois rencontres. Il dispute ensuite les trois tournois suivants mais l'équipe galloise n'arrive pas reproduire la même performance. Son dernier match en équipe nationale est une très lourde défaite contre l'Angleterre qui marque sept essais pour un score final de 25-0. Cette déroute est en partie imputable au mauvais sort car Owen Badger se fracture la clavicule et quitte ses coéquipiers dans le premier quart d'heure, les laissant terminer le match à quatorze,.
En 1896, Watts déménage à Londres et joue en club avec les London Welsh (les Gallois de Londres), même s'il continue à jouer de temps en temps avec Newport. Il alterne entre les deux clubs jusqu'en 1906 puis ne joue plus que pour le club londonien jusqu'en 1911 lorsqu'il met un terme à sa carrière sportive à plus de 40 ans. Par la suite, il devient un secrétaire du club pour la saison 1912-1913.

## Statistiques

### En club
Wallace Watts dispute 13 saisons avec le Newport RFC au cours desquelles il joue 157 rencontres et marque 42 essais soit 117 points. À partir de 1896, il part à Londres et joue alternativement pour le club anglais des London Welsh et Newport. Mais les statistiques du joueur dans le club londonien ne sont pas connues.
| Saison    | Matchs | Pts | Essais |
| 1889-1890 | 25     | 14  | 7      |
| 1890-1891 | 1      | -   | -      |
| 1891-1892 | 29     | 40  | 14     |
| 1892-1893 | 23     | 9   | 3      |
| 1893-1894 | 24     | 24  | 8      |
| 1894-1895 | 20     | 12  | 4      |
| 1895-1896 | 18     | 12  | 4      |
| 1896-1897 | 9      | 6   | 2      |
| 1897-1898 | 1      | -   | -      |
| 1900-1901 | 2      | -   | -      |
| 1901-1902 | 3      | -   | -      |
| 1902-1903 | 1      | -   | -      |
| 1905-1906 | 1      | -   | -      |
| Total     | 157    | 117 | 42     |

### En équipe nationale
Wallace Watts dispute douze matchs avec l'équipe du pays de Galles. Il participe au premier tournoi britannique remporté par le pays de Galles en obtenant une triple couronne en 1893.
| Année | Compétition         | Matchs | Points | Essais |
| 1892  | Tournoi britannique | 3      | -      | -      |
| 1893  | Tournoi britannique | 3      | -      | -      |
| 1894  | Tournoi britannique | 3      | -      | -      |
| 1895  | Tournoi britannique | 2      | -      | -      |
| 1896  | Tournoi britannique | 1      | -      | -      |
| Total | Total               | 12     | -      | -      |